# Harry Nicolaides
Harry Nicolaides (sinh 1967 hay 1968) là một nhà văn Úc gốc Hy Lạp bị giam cầm tại Thái Lan vì tội phạm thượng khi ông đã "xúc phạm" đến Hoàng gia Thái Lan trong cuốn tiểu thuyết của mình. Đây là một trường hợp buộc tội hiếm có đối với người ngoại quốc trong lúc có sự bố ráp các trang mạng lưới cũng như những người bị coi là có thái độ chỉ trích hoàng gia. Nicolaides nhận tội ngày 19 tháng 1 năm 2008 và lời thú nhận đã giảm án tù của ông từ sáu còn ba năm tù, án nhẹ nhất.
Luật Thái Lan ấn định hình phạt từ ba đến 15 năm tù cho những ai "xúc phạm, mạ lị hay đe dọa nhà vua, hoàng hậu, người kế vị ngôi vua hay quan nhiếp chính."
Ông Nicolaides, gốc ở Melbourne, Úc, đã bị kết tội xúc phạm vua Bhumibol Adulyadej và hoàng thái tử trong cuốn tiểu thuyết xuất bản năm 2005, mang tên "Verisimilitude", và chỉ bán được có 7 cuốn. "Đây không thể nào là sự thật. Đây thật là một ác mộng," ông Nicolaides nghẹn ngào nói với các phóng viên hôm Thứ Hai 19 tháng 1 năm 2009.
Một đoạn trong cuốn tiểu thuyết nói về đời tư của một ông hoàng giả tưởng "có ý nói có sự lạm dụng quyền hành của hoàng gia," chánh án phiên xử tuyên bố trước tòa. Đoạn văn trong cuốn tiểu thuyết của ông Nicolaides chỉ dài khoảng vài dòng và diễn tả đời sống gia đình sóng gió của ông hoàng giả tưởng. Công tố viên đã cảnh cáo các ký giả là luật cấm không được đăng lại đoạn văn "phạm thượng" này.
Cho đến thời gian gần đó, ít khi thấy có việc truy tố về tội phạm thượng ở Thái Lan, chỉ chừng vài vụ mỗi năm, trong quốc gia mà vua Bhumibol được mọi người tôn kính. Tuy nhiên trong thời gian gần đây đã có nhiều câu hỏi đặt ra về việc ai sẽ là người kế vị nhà vua đã ngoài 80 này (sinh 1927). Vua Bhumibol là người ở ngôi lâu nhất thế giới hiện nay và là nhà vua duy nhất đối với phần đông người dân Thái Lan.
Bị xiềng chân và còng tay, ông Nicolaides cảm thấy "sợ hãi" khi trả lời câu hỏi của báo chí trong lúc bị giải ra khỏi phòng xử. "Tôi muốn xin lỗi," ông cho hay, nói thêm rằng ông hoàn toàn kính trọng nhà vua Thái Lan và không có ý phạm thượng. Ông Nicolaides cũng đã phải chịu đựng nhiều điều trong thời gian bị giam giữ trước khi ra tòa, nhưng không cho biết chi tiết.
Ông Nicolades bị bắt hôm 31 tháng 8 năm 2008, ở phi trường quốc tế Bangkok khi đang chuẩn bị về nước, có vẻ không biết là đã có trát bắt ông đưa ra từ hồi tháng 3 năm 2008.